# Пергамская митрополия
Перга́мская и Адрамитти́йская митропо́лия (греч. Ιερά Μητρόπολη Περγάμου και Αδραμυττίου) — титулярная епархия Константинопольской православной церкви. Иерарх, поименованный по этой кафедре, носит титул — митрополит Пергамский и Адрамитский, ипертим и экзарх Адрамитского залива (греч. Ο Περγάμου και Αδραμυττίου, υπέρτιμος και έξαρχος κόλπου Αδραμυττηνού).

## История
Пергам был основан эпидаврскими колонистами ранее IV века до н. э. Христианская община Пергама была одной из самых первых, созданных в Малой Азии в I веке н э. Она также включала в себя одну из семи церквей Апокалипсиса, упомянутых в Книге Откровения, написанной апостолом Иоанном Богословом. Согласно христианской традиции, Антипа был поставлен епископом Пергамским Иоанном. Он принял там мученическую смерть в 92 году н. э.
После 325 года епископы Пергамские и епископы Адрамиттские находились в подчинении Эфесской митрополии. В XIII веке Пергамская епископия стала митрополией, но после покорения Пергама турками в 1315 году и сокращения местного христианского населения, епархия вошла в состав Эфесской.
19 февраля 1922 года, когда в ходе греко-турецкой войны этот район находился под греческим контролем, Пергамская и Адрамиттийская митрополия была восстановлена. Епархия граничила с Дарданельской и Лампсакской митрополией на севере, Кизикской — на востоке и Эфесской на юге и юго-востоке, выходя к Эгейскому морю на западе.
После обмена населения между Грецией и Турцией в 1922 году на территории епархии не оставалось православного населения. Митрополиту Пергамскому Иоанну (Зизиуласу) в 2000-е годы лишь в редких случаях предоставлялась возможность совершать богослужение в единственной, да и то разрушенной, церкви его епархии.

## Правящие архиереи
- Александр (Диланас) (19 февраля 1922 — 9 октября 1924)
- Адамантий (Касапидис) (9 октября 1943 — 25 ноября 1958)
- Иоанн (Зизиулас) (22 июня 1986 — 2 февраля 2023)